# 2027
2027 (MMXXVII) — невисокосний рік за григоріанським календарем.

## Події
- Справа Мартіна Лютера Кінга буде розсекречена ФБР.
- Розкриття даних про розтин Елвіса Преслі.
- Вихід комп'ютерної стратегічної гри «Сім Хвилин» від Українських розробників.
- 1 січня — Литва розпочне головування в Раді ЄС[1].
- 1 липня — Греція розпочне головування в Раді ЄС[1].

### Астрономічні явища
- 6 лютого. Кільцеподібне сонячне затемнення.[2]
- 2 серпня. Повне сонячне затемнення.[2]